# 布佐韋 (克拉斯諾庫特西克區)
50°0′23″N 35°15′9″E / 50.00639°N 35.25250°E
布佐韋（烏克蘭語：Бузове）是位於烏克蘭東部的村莊，由哈爾科夫州博霍杜希夫區的克拉斯諾庫特斯克市鎮負責管轄。該村始建於1860年，面積0.08平方公里，海拔高度134米，2001年人口33，人口密度每平方公里423.1人。